# Ben Johnson (atleta)
Benjamin Sinclair "Ben" Johnson (Falmouth, Jamaica, 30 de diciembre de 1961) es un exatleta canadiense conocido por su descalificación por dopaje después de ganar la final de los 100 metros en los Juegos Olímpicos de Seúl 1988. Aparte de esta descalificación, ganó dos bronces en los Juegos Olímpicos de Los Ángeles 1984 en la prueba de los 100 metros lisos y en los relevos 4 x 100 metros.
Johnson batió en dos ocasiones el récord del mundo de los 100 metros, en el Campeonato Mundial de Atletismo de 1987 y en la final olímpica de 1988, pero junto con su descalificación por dopaje, perdió el oro y los dos récords. Además batió el récord mundial de los 50 metros en 1987 (5.55) y el récord mundial de los 60 metros en tres ocasiones, 6.50 en 1986, 6.44 y 6.41 en 1987 y ganó el oro en el Campeonato Mundial de pista cubierta de 1985 en París.

## Biografía

### Inicios
Nacido en Jamaica, emigró a Canadá en 1975 con su madre Gloria y sus seis hermanos y vivió en Scarborough, Ontario. Su padre, Ben, decidió quedarse en Falmouth, un fondeadero de ron y azúcar. Su adaptación fue difícil debido al cambio climático, donde pasaron de temperaturas caribeñas al frío invierno con nieve. Johnson era introvertido y tartamudo y fue trasladado a un aula para niños con problemas de relación, en el Instituto Yorkdale. Allí su hermano mayor, Eddie, le presentó al entrenador Charlie Francis al cual se unió en el equipo de atletismo Scarborough Optimists, entrenando en la Universidad de York.
Francis había sido campeón de Canadá en los 100 metros en 1970, 1971 y 1973, además había sido miembro del equipo canadiense que fue a los Juegos Olímpicos de Múnich 1972 y fue entrenador canadiense de sprint durante nueve años. Más tarde, Francis dijo de Johnson: "La primera vez que lo vi fue en 1976, pesaba cuarenta kilos y medía 1’65 y en apenas dos años ganó trece centímetros y dieciocho kilos". Johnson estuvo a punto de dejar el atletismo debido a la dureza de los entrenamientos, de hecho lo dejó durante una semana, pero Francis habló con su hermano para que volviese y Johnson aceptó volver.
En 1980 fue seleccionado por el equipo canadiense para acudir a los Juegos Olímpicos de Moscú 1980, pero el boicot de varios países no le permitió participar. El primer éxito de Johnson fueron las dos medallas de plata que obtuvo en los Juegos de la Mancomunidad de 1982 que se celebraron en Brisbane, Australia. Terminó por detrás de Allan Wells de Escocia en los 100 metros, con un tiempo de 10.05 segundos, y fue miembro también del equipo canadiense de relevos 4 x 100. Sin embargo, este éxito no se repitió en los Campeonatos del Mundo de Atletismo de 1983 y quedó derrotado en las semifinales donde fue sexto, siendo los ganadores finales Carl Lewis, Calvin Smith y Emmit King. Esa temporada terminó con una mejor marca de 10.19 segundos.

### De 1984 a 1987
Al año siguiente, llegó a la final de los 100 metros en los Juegos Olímpicos de Los Ángeles 1984 celebrados en Estados Unidos. Después de una salida nula consiguió la medalla de bronce por detrás de Carl Lewis y Sam Graddy con un tiempo de 10.22. Poco después ganó otra medalla de bronce con el equipo de relevos canadiense de 4 x 100 metros con un tiempo de 38.70 junto a Tony Sharpe, Desai Williams, y Sterling Hinds, los primeros fueron los Estados Unidos, que hicieron un nuevo récord del mundo con una marca de 37.83 segundos y después quedó Jamaica. En el final de la temporada 1984, estableció un nuevo récord de Canadá de los 100 metros al batir el anterior récord de Desai Williams que estaba en 10.17, esto ocurrió el 22 de agosto en Zúrich, Suiza, donde marcó un tiempo de 10.12.
En 1985, Lewis se lesionó saltando longitud y fue aprovechado por sus rivales, en especial por Ben Johnson ya que después de siete derrotas consecutivas por fin derrotó a Carl Lewis, el 21 de agosto en Zúrich donde Lewis fue relegado al cuarto puesto tras Johnson, Calvin Smith y Desai Williams. Unas semanas más tarde ganó en la Copa del Mundo de Canberra con un tiempo de 10 segundos, con viento en contra de 0.4 m/s. La marca fue la segunda mejor del año tras los 9.98 de Lewis y también fue el sexto atleta más rápido de la historia tras Calvin Smith (9.93), Jim Hines (9.95), Melvin Lattany (9.96), Carl Lewis (9.97) y Silvio Leonard (9.98). En la misma competición junto a Desai Williams, Da Silva y Peñalver, fue segundo en el equipo americano de relevos, tras los estadounidenses, donde no participó Lewis por no entrenar los cambios de testigo.
En 1986 consiguió batir el récord mundial de los 60 metros, que había ostentado durante siete años Houston McTear, con un tiempo de 6.50 segundos. Tras la temporada invernal se volvió a enfrentar a Lewis el 31 de mayo en San José, California, Estados Unidos, y Johnson (10.01) volvió a ganar, con Lewis segundo (10.18). También ganó el oro en los Juegos de la Mancomunidad de 1986 que se celebraron en Edimburgo, batiendo a un joven Linford Christie, con un tiempo de 10.07. En esta competición también ganó el oro en los relevos 4 x 100 metros y el bronce en los 200 metros. Otros éxitos ante Lewis incluyen la victoria en los Juegos Goodwill el 9 de julio en Moscú, con un tiempo de 9.95 donde Lewis fue relegado al tercer puesto, con 10.06. Johnson se quedó a dos centésimas del récord mundial, con un viento en contra de 0.79 m/s y, además con problemas en los tacos de salida. El último enfrentamiento entre ambos fue el 13 de agosto en Zúrich donde volvió a ganar Johnson con un tiempo de 10.03 frente a los 10.25 de Lewis que fue tercero.
En 1987 contrató varios agentes y médicos, como el estadounidense Larry Heidebrecht y el libanés Jamie Astaphan. En el comienzo de la temporada batió los récords del mundo de 50 metros (5.55), de 60 metros (6.44) y en el Campeonato Mundial en Pista Cubierta de 1987 celebrado en Indianápolis, volvió a batir el récord mundial de 60 metros en 6.41, tras dos salidas nulas. Antes del Campeonato Mundial de 1987 al aire libre volvió a ganar Johnson (10.06) a Lewis (10.07) en Sevilla, el 28 de mayo. El 16 de agosto Johnson ganó otra carrera en Colonia, sin Lewis, en 9.95 y nada más llegar a Roma para el campeonato del mundo Lewis declaró: "una cosa es hacer buenas marcas en mítines y otra distinta ganar campeonatos, además estoy en gran forma y no pienso atormentarme con su fabulosa salida", a lo que Johnson contestó: "debo confirmar a todo el mundo que soy el hombre más veloz de la tierra". La final enfrentaba a ambos, junto a Attila Kovacs, Viktor Bryzguin, Pier F. Pavoni, Ray Steward, Lee McRae y Linford Christie, siendo Johnson el ganador, batiendo además el récord del mundo con un registro estratosférico, 9.83 segundos, seguido por Lewis que tuvo el mismo registro que el del anterior récord mundial.
En declaraciones posteriores se le preguntó por la comparación de su récord con el de Bob Beamon, por Carl Lewis y por su futuro, mientras que Lewis ganaba el salto de longitud y el relevo 4 x 100 y comentaba que Johnson había hecho una buena carrera pero que no era imbatible. Unos días más tarde, Lewis también acusó a los atletas de doparse, aunque sin dar nombres. Esto fue el comienzo de una entrevista en la que pidió que el atletismo fuese limpiado de drogas que mejoran el rendimiento. Muchos detractores de Lewis dijeron que el problema había existido durante muchos años en el deporte, pero que sólo cuando perdió hizo estas declaraciones, acusándole de egoísta y de falta de humildad. Durante una controvertida entrevista para la BBC, Lewis dijo: 

Hay medallistas de oro que utilizan drogas, esta carrera se mirará durante muchos años, para buscar más motivos.

 Además, John Holt, secretario de la IAAF comentó que "ya estaba bien de hacer declaraciones sin pruebas porque parecía que Lewis intentaba demostrar lo bueno que era". La respuesta de Johnson fue: "Cuando Carl Lewis lo ganó todo, nunca dije una palabra mala en su contra. Y cuando venga el siguiente tipo y me gane, tampoco me quejaré".
Después de Roma, sus ganancias por marketing fueron increíbles. Según su entrenador Charlie Francis, Johnson consiguió unos 480.000 dólares por mes, después de batir el récord mundial. Ganó el Trofeo Lou Marsh, el Premio Lionel Conacher, y fue nombrado Atleta del año por Associated Press en 1987 tras ganar en las 21 competiciones en la que corrió. El 29 de abril de 1987, Johnson fue investido como Miembro de la Orden de Canadá. Johnson leyó en su discurso: "El poseedor del récord mundial de los 60 metros en pista cubierta, este ontariano, ha demostrado ser el líder mundial y más rápido, tras romper el récord canadiense, de la comunidad británica y de la copa mundial en los 100 metros lisos".

### De 1988 a 1990
El 2 de febrero de 1988 compitió en Madrid, donde a punto estuvo de batir el récord del mundo. El día después, voló hasta Sindelfingen y en las semifinales consiguió una gran marca, 6”45, pero en la final se lesionó un tendón, tras ganar la competición. Después de esta lesión no participó en varias competiciones, hasta febrero donde en Génova estuvo a punto de perder ante Desai Williams.
Mientras, Lewis ganó el 4 de mayo en Houston con una marca de 10.05 y en París, en junio, corrió en 9.99. Las apuestas estaban a favor de Lewis, sobre todo después de ver el debut de Johnson en Tokio tras la lesión, ya que volvió a resentirse de ella y se retiró a los 50 metros. Tuvo que ser operado de una lesión de abductores y reapareció con éxito durante los Campeonatos de Canadá, donde venció en la final. El 17 de agosto se volvieron a enfrentar Johnson y Lewis en Zúrich, Suiza, por primera vez desde que Johnson batiese el año anterior el récord del mundo. Lewis ganó con una marca de 9.93, mientras que Johnson terminó en tercer lugar con un tiempo de 10.00, tras Calvin Smith. Después de la carrera Lewis comentó: 

"La medalla de oro en los 100 metros (Juegos Olímpicos) es mía, nunca volveré a perder ante Johnson".

 Poco tiempo después Smith y Mitchell se enfrentaron a Johnson en Colonia, el 21 de agosto y ambos batieron al canadiense.
El 24 de septiembre, tras unas series en las que Johnson no destacó, este ganó a Lewis en la final de los 100 metros de los Juegos Olímpicos, bajando su propio récord mundial a 9.79 segundos mientras que el tiempo del estadounidense fue de 9.92. Johnson más tarde comentó que habría sido más rápido si no hubiese levantado la mano al entrar en la meta. En Canadá todos los periódicos cubrieron la noticia y se alegraron por la gloria de ganar la medalla de oro y de batir el récord mundial. La portada del Toronto Star el 25 de septiembre fue "Benfastic", para describir la gran hazaña.
Tras la carrera había conseguido contratos con Diadora, con la Kiodo Oil, con Mazda, con Valio y con Toshiba. Sin embargo, en las muestras de la orina de Johnson se encontraron restos de estanozolol, y fue descalificado tres días más tarde. Su descalificación otorgó la medalla de oro a Carl Lewis, la plata a Linford Christie y el bronce a Calvin Smith, perdió el récord del mundo y la IAAF le sancionó con dos años de inhabilitación, mientras que el ministro de deportes de Canadá, Jean Charest, le sancionó a perpetuidad. Su mánager, Larry Heidebrecht, cifró las pérdidas en contratos en unos 10 o 15 millones de dólares. Los medios de comunicación publicaron la caída de Johnson cuando perdió la medalla de oro y el récord mundial y durante esa semana le culparon con portadas como la del 26 de septiembre donde se podía leer: "¿Por qué Ben? ¿Por qué? ¿Por qué lo hizo?".
El 2 de octubre el “Toronto Sun” publicó unas declaraciones de Johnson en las que decía: "Soy inocente, nunca tomé sustancias dopantes conscientemente. Estoy dispuesto a hacer cualquier cosa para limpiar mi nombre y el de mi familia". El 28 de noviembre en Roma la RAI-2 emitió otra entrevista en la que decía: "Sólo tomé ginseng, pero esto no mejoró mi rendimiento, eso lo hizo el talento". Más tarde, admitió haber usado esteroides durante la prueba en la que batió el récord del mundo en 1987, por lo que la IAAF también anuló su registro anterior. Johnson y otros atletas se quejaron que se veían obligados a doparse para estar en igualdad de condiciones con otros atletas que también se dopaban. Aunque Johnson fue el único atleta que dio positivo en el examen, no es el único que consumió determinadas sustancias prohibidas ya que años más tarde, se descubrió que Christie también consumía esteroides.
Sus declaraciones dieron cierta luz al tema del dopaje, ya que incluyéndole, cuatro de los cinco mejores velocistas de los 100 metros dieron en alguna ocasión positivo por dopaje en sus carreras: Carl Lewis, que fue medalla de oro, Linford Christie, medalla de plata y Dennis Mitchell. De estos, sólo Johnson fue obligado a devolver sus medallas y a perder sus registros, aunque fue el único que dio positivo y admitió haberse dopado cuando había ganado una medalla. El entrenador de Johnson, Charlie Francis, un crítico de los procesos de test del IOC, es el autor de Street Trap donde destaca a Johnson. En el libro, admite que sus atletas tomaban esteroides anabolizantes, pero también afirmó que el resto de atletas lo hacían.
Para averiguar la verdad, el Gobierno de Canadá creó en diciembre una comisión de investigación judicial sobre el caso y el impacto del dopaje en Canadá. El juez Charles Dubin fue elegido para presidir la investigación, llamada Comisión Dubin, emitida por televisión en directo durante cientos de horas de testimonios, sobre el empleo habitual de drogas en la mejora atlética. Fueron necesarios 11 meses (hasta septiembre de 1989), alrededor de 3,5 millones de dólares y un total de 122 testimonios, incluyendo a atletas, entrenadores, administradores deportivos, médicos y oficiales del gobierno, para desvelar el entramado del “caso Johnson” y descubrir, además, ante la opinión pública todos los trapos sucios.
El abogado de Johnson, Ed Futherman intentó alegar varias razones, por falta de conocimiento, para salvar a su cliente, pero Charlie Francis y George Mario Astaphan, admitieron haber suministrado sustancias prohibidas a Angela Issajenko, Mark McKoy y otros atletas, incluyendo a Johnson que el 12 de junio, declaró que durante casi toda su carrera atlética había tomado anabolizantes. Tras estas declaraciones, el 5 de septiembre de 1989 la Federación Internacional de Atletismo decidió retirar a Johnson el título de campeón del mundo y el récord mundial de Roma por haberse demostrado la culpabilidad del deportista. Tras el informe de la investigación, Dubin afirmó que es cuestión de las federaciones deportivas y las organizaciones olímpicas la decisión de conceder otra oportunidad para Johnson. En agosto de 1990 se anunció que la sanción sería sólo de dos años desde la carrera de Seúl, por lo tanto hasta el 24 de septiembre de 1990.

### Retorno
En 1991, después de terminar su suspensión, intentó una reaparición el 11 de enero donde el periódico local The Hamilton Spectator patrocinó los Juegos Hamilton en pista cubierta y fue saludado por la mayor asistencia a un acontecimiento de pista cubierta en Canadá en toda la historia. En total 17.000 personas lo vieron terminar en segundo lugar en los 50 metros lisos, que realizó en 5.77 segundos tras Darren Council. Charlie Francis, ahora su exentrenador creía que era imposible alcanzar los tiempos anteriores a la suspensión pero su preparador, Loren Seagrave, creía lo contrario. Sobre su retorno a las pistas Johnson comentó: 

Hubiera sido una vergüenza no hacerlo, para mi familia y para mi país.

En el Campeonato Mundial en Pista Cubierta de 1991 celebrado en Sevilla fue cuarto en los 60 metros lisos y después de varias competiciones su cotización bajó debido a los malos resultados. El 15 de junio fue segundo en los 100 metros con un tiempo de 10.41 en Tonsber, Noruega donde ni siquiera cobró. El 1 de julio en los 100 metros de Lille volvieron a enfrentarse Johnson y Lewis, que a diferencia del canadiense había obtenido su pase al Campeonato del Mundo con un registro de 9.93. La mejor marca de la temporada de Johnson había sido de 10.40 y en la carrera hizo un pobre 10.46 ante los 10.09 de Dennis Mitchell y los 10.20 de Lewis, que fue segundo.
No se clasificó para el Campeonato Mundial de 1991, celebrado en Tokio, en la prueba de los 100 metros, pero se clasificó para disputar el relevo 4 x 100 metros junto a Mike Dwyer, Cyprian Enweani y Peter Ogilvie que batieron en semifinales el récord nacional, 38.76, mientras en la final el equipo estadounidense batió el récord del mundo en 37.50. Las competiciones en 1992 comenzaron el 18 de enero en la reunión en pista cubierta de Ottawa en los 50 metros en la que fue segundo, tras Boris Goins, con un tiempo de 5.88. Al aire libre compitió en Kingston, siendo sexto en los 100 metros con un tiempo de 10.39.
Se clasificó para formar parte del equipo canadiense en los Juegos Olímpicos de Barcelona 1992, después de ser segundo en las clasificatorias canadienses tras Bruny Surin. Sin embargo, no pudo clasificarse para la final de los 100 metros porque en la semifinal se tropezó en la salida y quedó en último lugar (10.70), igual que en las semifinales del relevo 4 x 100 donde fueron descalificados. Tras la eliminación declaró: "Todos los finalistas están dopados”, además de ser expulsado de la villa olímpica por zarandear a un voluntario.
En 1993, ganó los 50 metros el 7 de febrero en Grenoble, Francia, en 6.65 segundos, sólo a 0.04 segundos del récord mundial. En Gante, Bélgica, el 10 de febrero, ganó también los 60 metros con 6.60 pero tras ganar se lesionó. Sin embargo, el periódico canadiense Toronto Star publicó que Johnson había sido declarado culpable de dopaje en una carrera en Montreal, el 17 de enero por exceso de testosterona (su coeficiente era de 10.3, cuando lo permitido es 6) y por esta razón fue suspendido de por vida por la IAAF. El ministro de deporte federal Pierre Cadieux se refirió a Johnson como una desgracia nacional, y le sugirió que considerase volver a Jamaica. Johnson comentó sobre esto que "había sido con mucho el comentario más asqueroso que había oído nunca". En abril de 1999, un juez canadiense declaró que hubo errores de proceso en la prohibición de por vida de Johnson y le permitieron apelar.
La decisión final dijo que Johnson técnicamente podría correr en Canadá, pero que nadie competiría contra él debido a que era considerado "corrupto" y que también podría afrontar suspensiones. El 12 de junio de 1999, Johnson compitió en los 100 metros en Kitchener, Ontario contrarreloj y realizó 11.0 segundos. Según las normas de la IAAF, un corredor sancionado que desea volver a la actividad debe demostrar haberse sometido al menos a tres exámenes antidopaje por año, aunque en agosto de ese año la IAAF había ratificado la sanción a perpetuidad tras su segundo caso de dopaje. Tras esta ratificación, intentó anular la sanción ante la justicia, pero un tribunal de Ontario desestimó su querella. Sin embargo, el juez del máximo tribunal de arbitraje canadiense, Graeme Mew, pidió la readmisión de Jonhson y logró el apoyo de setenta parlamentarios canadienses. A pesar de estos esfuerzos, a finales de ese año, volvió a dar positivo en un control antidopaje por tercera vez en su carrera, por hidroclorotiazida, un diurético prohibido que es usado para enmascarar la presencia de otras sustancias dopantes.

### Retirada
En 1997, fue contratado como entrenador personal de Diego Armando Maradona. En 1998, apareció en una carrera de caridad en Charlottetown, Isla del Príncipe Eduardo, donde corrió ante un caballo de carreras y ante un coche, siendo finalmente el tercero. Según un artículo de 1998 de la revista Outside, Johnson pasó la mayor parte del final de la década de 1990 en la parte de abajo de la casa que compartió con su madre Gloria. Dedicó su tiempo libre a leer, ver películas e historietas y acompañar a su madre a la iglesia. Vivió en una gran casa en Newmarket, una localidad vecina de Ontario. Perdió su Ferrari cuando lo usó como fianza para un préstamo del pago de la casa. Gloria murió de cáncer en 2004 y Ben ha vivido desde entonces con su hermana.
En 1999, Johnson volvió a los titulares cuando se reveló que había sido contratado por el presidente de Libia Muamar Gadafi para ser el entrenador de fútbol de su hijo Qadhafi Al-Saadi, que aspiraba a unirse a un club italiano. Este consiguió unirse al equipo pero fue despedido tras no pasar un control antidopaje. Poco después de su salida de Libia, se publicó que Johnson había sido atracado en Roma y que la cantidad ascendía a 7300 dólares en efectivo que llevaba en la cartera por el cobro del entrenamiento a Qadhafi. Al parecer Johnson los persiguió pero fue incapaz de cogerlos.
En mayo de 2005, lanzó una línea de ropa deportiva, "Ben Johnson Collection" con el eslogan "Catch me" (Atrápame). El 1 de enero de 2006 en una entrevista, Johnson declaró que había sido saboteado por un hombre misterioso justo después de la final de los 100 metros de Seúl. También declaró que por lo menos el 40% de los deportistas consumen drogas para mejorar su rendimiento. En marzo de 2006, realizó anuncios de televisión donde destacaba una bebida energética, "Cheetah Power Surge" y algunos detractores se preguntaron si Johnson era realmente un portavoz apropiado para una bebida natural. En 2007 en la reunión de Leipzig, apareció como entrenador de la joven promesa, Brandt Fralick.
En agosto de 2008, tuvo un pleito de 37 millones de dólares contra su antiguo abogado Ed Futerman, debido a que este hizo pagos no autorizados con su cuenta para pagar a un peluquero que había contratado el abogado para actuar como agente deportivo del esprínter. A finales de 2008 pasaba la mayor parte de su tiempo con su hija, su nieta y de entrenador, además de escribir su autobiografía Seoul to Soul.

## Historial
Tras admitir que tomó sustancias prohibidas durante varios años, la IAAF le retiró todos sus títulos y sus marcas, por lo que el historial que viene a continuación no está admitido por la IAAF, para la cual Ben Johnson no ganó nada y sus mejores marcas son: 10.14 en los 100 metros el 29 de agosto de 1987 en Roma y 6.44 en los 60 metros, en sendas pruebas en 1987 en Edmonton y Osaka.

### Juegos Olímpicos
| Edición                              | Prueba       | Lugar                        | Posición    | Tiempo         |
| ------------------------------------ | ------------ | ---------------------------- | ----------- | -------------- |
| Juegos Olímpicos de Los Ángeles 1984 | 100 metros   | Los Ángeles (Estados Unidos) | 3.º         | 10.22          |
| Juegos Olímpicos de Los Ángeles 1984 | 4×100 metros | Los Ángeles (Estados Unidos) | 3.º         | 38.70          |
| Juegos Olímpicos de Seúl 1988        | 100 metros   | Seúl (Corea del Sur)         | desc.       | 9,79           |
| Juegos Olímpicos de Barcelona 1992   | 100 metros   | Barcelona (España)           | Semifinales | 10.70          |
| Juegos Olímpicos de Barcelona 1992   | 4×100 metros | Barcelona (España)           | Semifinales | Descalificados |

### Campeonatos del Mundo
| Edición                                                   | Prueba       | Lugar                         | Posición      | Notas |
| --------------------------------------------------------- | ------------ | ----------------------------- | ------------- | ----- |
| Campeonato Mundial de Atletismo de 1983                   | 100 metros   | Helsinki (Finlandia)          | Semifinalista |       |
| Campeonato Mundial de Atletismo en Pista Cubierta de 1985 | 60 metros    | París (Francia)               | 1.º           | 6.62  |
| Campeonato Mundial de Atletismo en Pista Cubierta de 1987 | 60 metros    | Indianápolis (Estados Unidos) | 1.º           |       |
| Campeonato Mundial de Atletismo de 1987                   | 100 metros   | Roma (Italia)                 | 1.º           | 9.83  |
| Campeonato Mundial de Atletismo de 1987                   | 4×100 metros | Roma (Italia)                 | 2.º           |       |
| Campeonato Mundial de Atletismo en Pista Cubierta de 1991 | 60 metros    | Sevilla (España)              | 4.º           |       |
| Campeonato Mundial de Atletismo de 1991                   | 4×100 metros | Tokio (Japón)                 | 8.º           | 39.51 |

### Campeonatos de la Mancomunidad
| Edición                           | Prueba       | Lugar                   | Posición | Tiempo |
| --------------------------------- | ------------ | ----------------------- | -------- | ------ |
| Juegos de la Mancomunidad de 1982 | 100 metros   | Brisbane (Australia)    | 2.º      | 10.05  |
| Juegos de la Mancomunidad de 1982 | 4×100 metros | Brisbane (Australia)    | 2.º      |        |
| Juegos de la Mancomunidad de 1986 | 100 metros   | Edimburgo (Reino Unido) | 1.º      | 10.07  |
| Juegos de la Mancomunidad de 1986 | 4×100 metros | Edimburgo (Reino Unido) | 1.º      | 39.15  |
| Juegos de la Mancomunidad de 1986 | 200 metros   | Edimburgo (Reino Unido) | 3.º      |        |

### Otros premios
- Miembro de la Orden de Canadá en 1987.
- Trofeo Lou Marsh en 1986 y 1987.
- Premio Lionel Conacher en 1987.
- Premio al atleta del año de la United Press International en 1987.
- Atleta del año para la Associated Press en 1987.
- Atleta del año para Track & Field en 1987.
- Canadian Newsmaker of the Year en 1988.